# Jotus minutus
Jotus minutus là một loài nhện trong họ Salticidae.
Loài này thuộc chi Jotus. Jotus minutus được Ludwig Carl Christian Koch miêu tả năm 1881.